# Paralimnophila (Paralimnophila) cooloola
Paralimnophila (Paralimnophila) cooloola is een tweevleugelige uit de familie steltmuggen (Limoniidae). De soort komt voor in het Australaziatisch gebied.